# مهمت بوزداغ
مهمت بوزداغ (انگلیسی: Mehmet Bozdağ؛ زادهٔ ۱ january ۱۹۸۳ (۴۲ سال)) مؤلف (پدیدآور)، و فیلم‌نامه‌نویس اهل ترکیه است. وی از سال ۲۰۰۹ میلادی تاکنون مشغول فعالیت بوده‌است.